# Lidská rovina

Lidská rovina (zeleně) na geomorfologické mapě Běloruska

Lidská rovina (bělorusky Лідская раўніна, Лідзкая раўніна) je fyzicko-geografický rajón Západoběloruské provincie. Rozkládá se na severozápadě Běloruska, na území Voranaŭského rajónu a částečně na Iŭjeŭského, Lidského a Ščučynského rajónu v Hrodenské oblasti. Na severozápadě přechází na území Litvy. Má rozlohu asi 4 tis. km². Táhne se od jihozápadu na severovýchod v délce 125 kilometrů od severu na jih v 50 km. Průměrná nadmořská výška činí 150–200 m.
Je součástí Běloruské anteklízi. Krystalický fundament je překryt horninami z období svrchního proterozoika, křídy, místy paleogénu a čtvrtohor. Pro antropogenní vrstvu o mohutnosti přibližně 100 m jsou charakteristické ledovcovými a meziledovcovými sedimenty běloruského (na severu), bjarezinského, dněperského a sožského zalednění. Současný reliéf byl vytvořen sožským ledovcem výrazně přetransformován a upraven erozními a denudačními procesy po době ledové.
Hlavními řekami jsou Haŭja, Žyžma, Dzitva, Ljebjada náleží do povodí řeky Něman. Půdy jsou drnově podzolové, drnově podzolové bažinaté, rašeliniště bažinaté a další půdy. 
Zalesněno je 30% území roviny. Převládají borovicově lišejníkové keřové a keřově zelenomošní, na severovýchodě, západě a jihu se rozkládají listnatě-jehličnaté lesy s výskytem dubů, habrů, javorů a jasanů. Poblíž města Ščučyn se zachovaly významné masivy doubrav. Ve sníženinách leží malé oblasti březových a olšových lesů. Na území Lidské roviny Dakudaŭské a Dzitvjanské bažiny. Orná půda zabírá 40% území.